# マリー・フォン・エルデーディ
アンナ・マリア（マリー）・フォン・エルデーディ（Anna Maria (Marie) von Erdődy 旧姓ニツキー Niczky 1779年9月8日 - 1837年3月7日）は、ハンガリーの貴族。ルートヴィヒ・ヴァン・ベートーヴェンと最も親しい友人の1人。

## 生涯
エルデーディはルーマニアのアラドに生まれた。1796年6月6日に有名な貴族のエルデーディ家出身であるペーター・フォン・エルデーディ・ツー・エーベラウ・ウント・モンテ・クラウディオ伯爵と結婚する。夫との間には1男2女を儲けた。1798年5月3日にはSternkreuzorden（星章）に叙せられる栄誉に浴した。1805年に夫と別れると、その後秘書で子どもの音楽教師を引き受け、作曲家でもあったフランツ・クサファー・ブラウフル（1783年-1838年）と事実婚の関係となった。
エルデーディは早くからベートーヴェンを高く評価していた。ベートーヴェンは1808年から1809年には、クルーガーシュトラーセ1074にある彼らの広大な邸宅でも暮らしていた。また、彼女はウィーン近郊のイェードレゼー（Jedlesee）に小さな地所を所有しており、この場所には現在ウィーン＝フローリドスドルフのベートーヴェン記念館が入居している。ベートーヴェンはピアノ三重奏曲第5番、第6番、ヨーゼフ・リンケのために書かれたチェロソナタ第4番、第5番、そして3声のカノン『おめでとう、新年おめでとう』 WoO 176をエルデーディに献呈している。
1815年からはクロアチアのPaucovecに居を定め、その後パドヴァに移る。1823年12月にオーストリアを追われてミュンヘンへと赴き、同地で生涯を閉じた。